# Veikko Huovinen

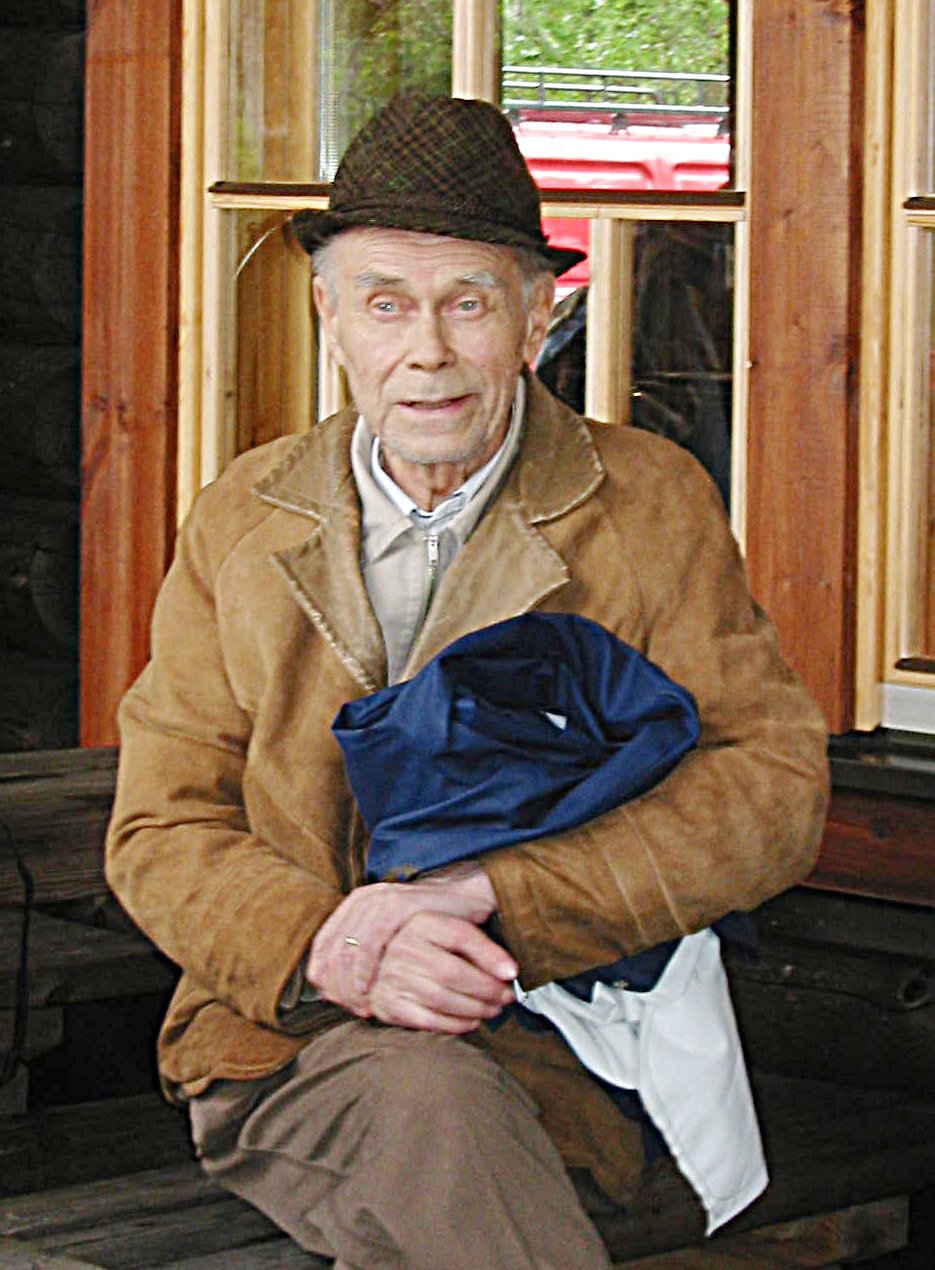
Veikko Huovinen in 2009

Veikko Huovinen (Simo, 7 mei 1927 - Sotkamo, 4 oktober 2009) was een Fins romanschrijver. Hij was bekend vanwege zijn realisme, zijn pacifisme, scherp intellect en bijzondere humor. Hij schreef 37 boeken.
Huovinen ging naar de middelbare school in Kajaani, maar onderbrak in 1944 zijn studies om als vrijwilliger bij het Finse leger te gaan. Hij beëindigde zijn middelbare studies na de oorlog in 1946 en ging vervolgens naar de Universiteit van Helsinki, waar hij in 1952 afstudeerde in de bosbouwkunde.
Huovinen werkte van 1953 tot 1956 als bosbouwer en werd dan voltijds schrijver. Huovinen was in 1949 begonnen met schrijven toen hij in een brandweercentrale werkte. Zijn eerste verzameling korte verhalen, Hirri werd gepubliceerd in 1950, gevolgd door de roman Havukka-ahon Ajattelija in 1952. Beiden gaan over het leven in de streek van Kainuu in Finland, geschreven in een unieke humoristische stijl en gekenmerkt door een creatief taalgebruik. Het hoofdpersonage uit Havukka-ahon Ajattelija, Konsta Pylkkänen, werd deel van de moderne Finse folklore als het archetype van de rustieke filosoof uit het diepe woud.
Huovinens latere werk bleef niet van humor gespeend en openbaarde ook de pacifistische filosofie van de auteur. Het werk ging later de kant op van de zwarte humor. Een voorbeeld hiervan was de trilogie Veitikka - A. Hitlerin elämä ja teot, Joe-setä en Pietari Suuri hatun polki, resp. over Adolf Hitler, Jozef Stalin en Peter de Grote. Veitikka lokte een controverse uit, omdat hij Hitler benaderde vanuit een humoristische invalshoek. Veitikka was onderbouwd door onderzoek, maar door de totaal onwaarschijnlijke verhalen werd het boek als fictie beschouwd. De volgende twee boeken volgden hetzelfde stramien door het lachwekkende relaas van de dictators. Huovinens roman Koirankynnen leikkaaja uit 1990, werd gebruikt voor de film Dog Nail Clipper uit 2004.